# Фарма (телесериал)
«Фарма» — российский телесериал о подпольном производстве лекарств..

## Сюжет
Антон, талантливый 18-летний музыкант, борется с редким и смертельно опасным генетическим заболеванием, приводящим к прогрессирующей мышечной атрофии. Его единственный шанс на выживание — дорогостоящий препарат, недоступный из-за бюрократических препятствий. Его дерзкий и изобретательный старший брат, Миха, не смиряется с бездействием и берёт ситуацию в свои руки, создавая подпольную лабораторию для самостоятельного производства лекарства. На пути к спасению брата Миха и его друзья сталкиваются с чередой комических и крайне опасных приключений, рискуя всем ради жизни Антона.

## Актёры и персонажи

### В главных ролях
| Актёр                  | Персонаж                            |
| ---------------------- | ----------------------------------- |
| Марк Эйдельштейн       | Антон                               |
| Никита Павленко        | Миха старший брат Антона            |
| Арам Вардеванян        | Грек друг Михи                      |
| Валентин Анциферов     | Семён друг Михи                     |
| Сергей Гилёв           | Альпачино бандит                    |
| Александр Головин      | Лимон бандит                        |
| Карэн Бадалов          | Георгий                             |
| Светлана Степанковская | Евгения Андреевна                   |
| Александра Сыдорук     | Наталья Петровна мать Антона и Михи |
| София Самсонова        | Лера                                |
| Олег Васильков         |                                     |
| Станислав Дёмин        | Виталя                              |
| Кирилл Назаров         | Николай Заболотников                |
| Вероника Сафонова      | Ира                                 |
| Михаил Гаврилов        | следователь                         |
| Владимир Селезнёв      | Виктор отец Антона и Михи           |
| Дарья Рудёнок          | Ксюха                               |
| Наталья Япрынцева      | Жанна                               |

### В ролях
| Актёр                | Персонаж                     |
| -------------------- | ---------------------------- |
| Олег Рубанов         | цыган                        |
| Сарвар Норматов      | узбек                        |
| Валерий Смекалов     | Руслан                       |
| Далер Газибеков      | цыган                        |
| Леон Копейкин        | мальчик                      |
| Михаил Демьяненко    | Саша муж чиновницы           |
| Лидия Ефанова        | Оля                          |
| Евгений Антонов      | следователь                  |
| Никита Чужмаров      | научный журналист            |
| Юрий Рябов           | игрок в пейнтбол             |
| Юлия Морозова        | чиновница                    |
| Александр Брыкин     | патрульный                   |
| Михаил Альбов        | рэпер                        |
| Людмила Григораш     | член судебной комиссии       |
| Александр Иовлев     | колумбиец                    |
| Алиса Шитикова       | администратор стриптиз-клуба |
| Анастасия Матлахова  | дочь Оли                     |
| Иван Басов           | фармацевт                    |
| Екатерина Дюмина     | директор конюшни             |
| Алексей Градов       | игрок в пейнтбол             |
| Вадим Плюснин        | звукорежиссёр                |
| Елена Крестьянцева   | посетительница               |
| Сергей Липатов       | охранник                     |
| Евгения Брусиловская | Анфиса секретарь комиссии    |
| Валерия Парамонова   | официантка                   |
| Алексей Ведерников   | эпизод                       |
| Иван Тараненко       | массажист                    |
| Владимир Синьгов     | дядя Миша сосед              |